# Centaurea raphanina
Centaurea raphanina — вид квіткових рослин родини айстрових (Asteraceae). Ендемік Егейських островів.

## Середовище
Населяє сухі кам'янисті луки.

## Морфологічна характеристика
Це багаторічник 25–50 см заввишки. Листки подовжено-ланцетні, від цілісних до ліроподібних, тьмяно-зелені. Квіткова голова 15–30 мм в поперечнику. Квіточки рожеві, пурпурові. Період цвітіння: літо.